# Urukagina

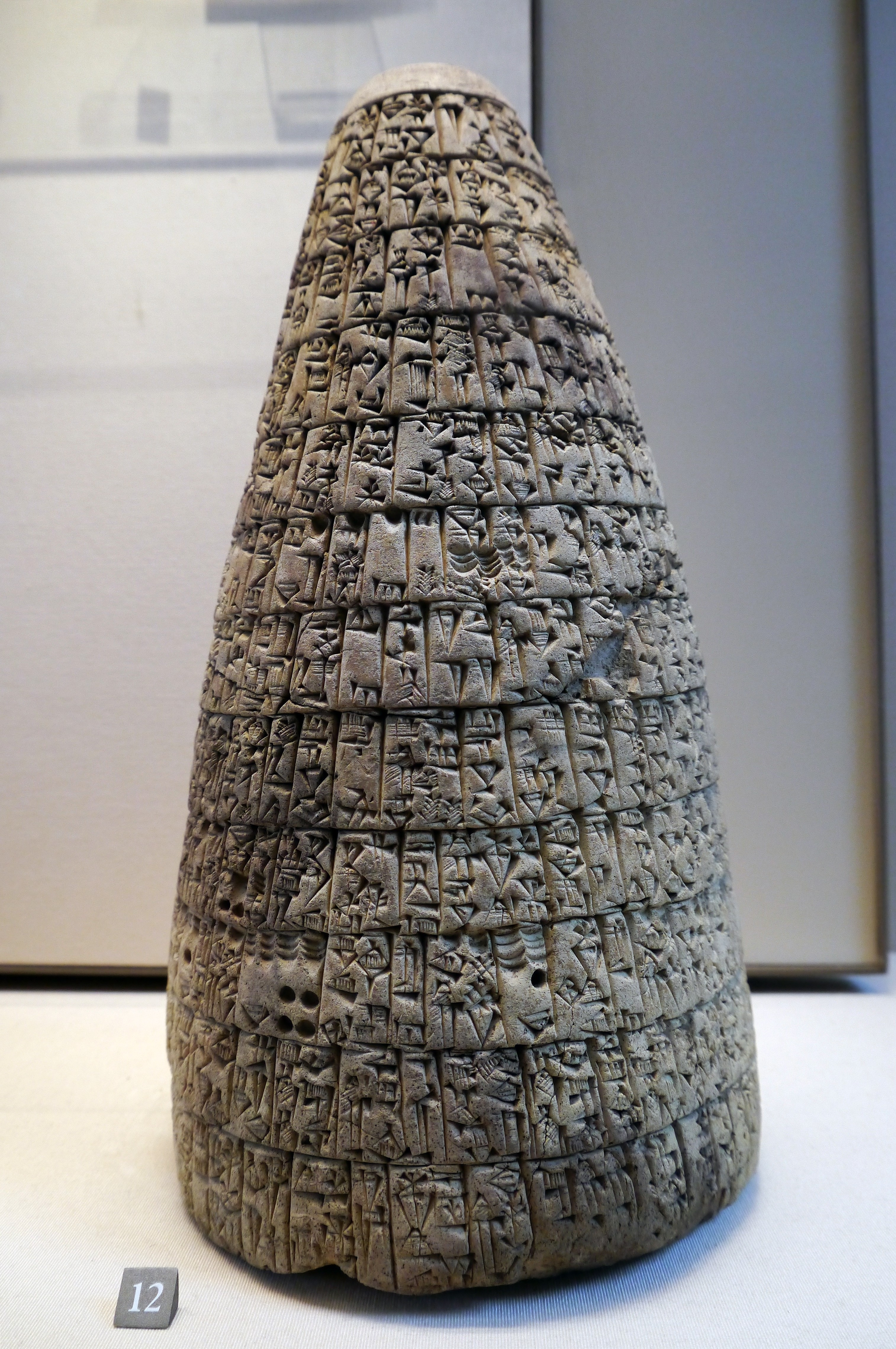
Cono de arcilla de Urakagina donde se detallan sus reformas contra los abusos de los "días de antaño".

Urukagina (o Uruinimgina) fue un gobernante (énsi) de la ciudad-estado de Lagash, luego de derrocar a Lugalanda y su esposa, que con una sucesión de sacerdotes, habían abusado del poder, usando tierras que pertenecían al templo e imponiendo al pueblo grandes impuestos. Tomó el título de rey, afirmando que había sido nombrado por la divinidad, y gobernó entre 2380 y 2360 a. C.  (según la cronología corta del Antiguo Oriente Próximo).

"Cuando Ningirsu, guerrero de Enlil, dio la realeza a Lagash eligiendo entre infinidad de personas, éste reformó las costumbres de los tiempos anteriores, aplicando las instrucciones que Ningirsu, su señor, le había dado...
Él [Urukagina] amnistió a los habitantes de Lagash presos por deudas, o por cantidades reclamadas, o por el grano (que faltaba) en los almacenes, o por robo, o asesinato, y los puso en libertad..."

Trató de reducir las diferencias entre las clases sociales, disminuyó los impuestos, trató de anular prerrogativas que se habían atribuido el monarca y su familia, redujo los abusos por parte de los funcionarios, prohibió la explotación de las capas sociales inferiores, condonó deudas, combatió la corrupción y expidió el primer código legal registrado por la historia. Aunque aún no se conoce su texto, se sabe por referencias y citas encontradas, que el Código de Urukagina concedía exención de impuestos a los huérfanos y viudas; obligaba a la ciudad a pagar los gastos de los funerales; decretaba que los ricos debían pagar con plata sus compras a los pobres y prohibía obligarlos a vender. También abolió la antigua costumbre de la poliandria en su país, con pena de lapidación

## Controversias
El Código de Urukagina hizo del rey un símbolo de justicia y es, quizás, el primer ejemplo registrado de una reforma social que trató de lograr un mayor nivel de libertad e igualdad. Limitó el poder del sacerdocio y de los dueños de grandes propiedades y tomó medidas contra la usura, los controles onerosos, el hambre, el robo, el asesinato y ataque a la propiedad de las personas y a las personas. En los textos se lee que: "Urukagina ha acordado con el dios Ningirsu que la viuda y el huérfano ya no estén a merced del hombre poderoso".
A pesar de estos aparentes intentos de frenar los excesos de la élite, parece que ésta o las mujeres de la realeza disfrutaron de una mayor influencia y prestigio durante su reinado. Urukagina amplió en gran número el real "Hogar de Mujeres", de unas 50 a cerca de 1.500 personas, renombrándolo como "Hogar de la diosa Bau" y concediéndole la propiedad de grandes extensiones de tierra confiscadas al antiguo sacerdocio, poniéndolo bajo la supervisión de su esposa, Shasha (o Shagshag). En su segundo año de reinado, Shasha llegó a presidir el fastuoso funeral de Baranamtara, la reina anterior, esposa de Lugalanda, que había sido un personaje importante por sus propias acciones económicas y administrativas.
Además de estos cambios, otros dos de sus decretos, traducidos y publicados por primera vez por Samuel Kramer en 1964, han generado diversas controversias en las últimas décadas. En primer lugar, parece que abolió la antigua costumbre de la poliandria en su país, so pena de que la mujer que tome varios maridos sea lapidada. En segundo lugar, es una ley que declara que "si una mujer dice [texto ilegible ...] a un hombre, su boca se aplastará con ladrillos cocidos." No hay leyes comparables de Urukagina (que hayan sobrevivido) que aborden ningún tipo de sanción por el adulterio de los hombres.
El Profesor Dell' Elicine Federico postula que la llamada Reforma de Urukagina en realidad es un Decreto Real que es utilizado para legitimar a Urukagina, Rey de Lagash, puesto que el texto comienza relatando las fallas del gobierno anterior. Más tarde, Urukagina es  elegido por Ningirsu de entre 36000 hombres. Luego Urukagina decreta ciertas normas populares como la igualdad de condiciones entre un hombre ciudadanos de distintos rangos sociales.
"si la propiedad de alguien poderoso está próxima de la casa de un subordinado. 
Cuando el poderoso diga yo quiero comprarte, después que él (el subordinado) le diga
Si tu quieres comprar, la plata que complazca mi corazón págame."

## Caída
Su reinado terminó y con él, la denominada I dinastía de Lagash, cuando Lugalzagesi, rey de Umma, tomó por las armas la ciudad y unificó Sumer por primera vez.
| Predecesor: Lugalanda | Ensi de Lagash siglo XXIV a. C. | Sucesor: Lugalzagesi de Umma |